# Cabo Negrais
Cabo Negrais también conocido como Punta Mawtin, es una cabo en el país asiático de Birmania (oficialmente llamado Myanmar), al oeste del delta del Irrawaddy. Se encuentra a 133 kilómetros al noreste de la Isla de Preparis y a 193 kilómetros del punto más cercano en el territorio de la unión de las islas de Andaman y Nicobar, que pertenece a la India.